# Буддизм в Монголии
Буддизм, в его тибетской форме, является основной по количеству верующих (около 53 % населения) религией в Монголии и имеет некоторую национальную специфику.

## История проникновения буддизма
Исторические свидетельства дают основание утверждать, что, начиная со II в. до н. э., протомонгольские народы (хунну, сяньби, кидани) были знакомы с буддизмом. В древние государства на территории Монголии он проникал из Индии через согдийскую культуру.
Вторая, более крупная волна буддизма пришла в XIII веке из Тибета, когда сын хана Угэдэя, Годан, пригласил к себе главу школы Сакья Кунга Гьелцена с тем, чтобы он стал его духовным наставником. Во времена правления хана Хубилая в Монголию прибыл следующий глава школы Сакья — Пагба-лама. По приказу Хубилая он разработал новую письменность (монгольское квадратное письмо) для главных языков империи Юань — монгольского, тибетского, уйгурского и китайского, чтобы обеспечить культурное единство народов державы, а также для транслитерации санскритских текстов. В это время в Монголию пришли также учителя традиции Кагью, самым заметным из которых был Карма-багши. Буддизм был объявлен Хубилаем государственной религией империи Юань. Тибетский буддизм был принят также некоторыми другими наследниками Чингис-хана, а именно: ханами Чагатайского улуса в Восточном и Западном Туркестане и ильханами, правившими в Персии. Фактически в течение нескольких десятилетий тибетский буддизм был государственной религией Ирана, хотя он и не получил поддержки коренного мусульманского населения. В середине XIV века, с падением в Китае монгольской династии Юань, влияние буддизма в Монголии кардинально ослабло.

Третья волна буддизма пришла в Монголию в результате встречи третьего главы буддийской школы Гелуг Сонама Джамцо с правителем тумэтов Алтан-ханом в 1578 году. Во время этой встречи и возник титул «Далай-лама», который был начертан на золотой печати, врученной Алтан-ханом тибетскому иерарху. На этот раз монгольский народ оказался более подготовленным к восприятию новой религии. Монголы помогли тибетцам объединить их страну под единой властью. Их действия не только способствовали централизации Тибета и возвышению школы Сакья, а затем Гелуг, но и дальнейшему развитию тибето-монгольской цивилизации. 

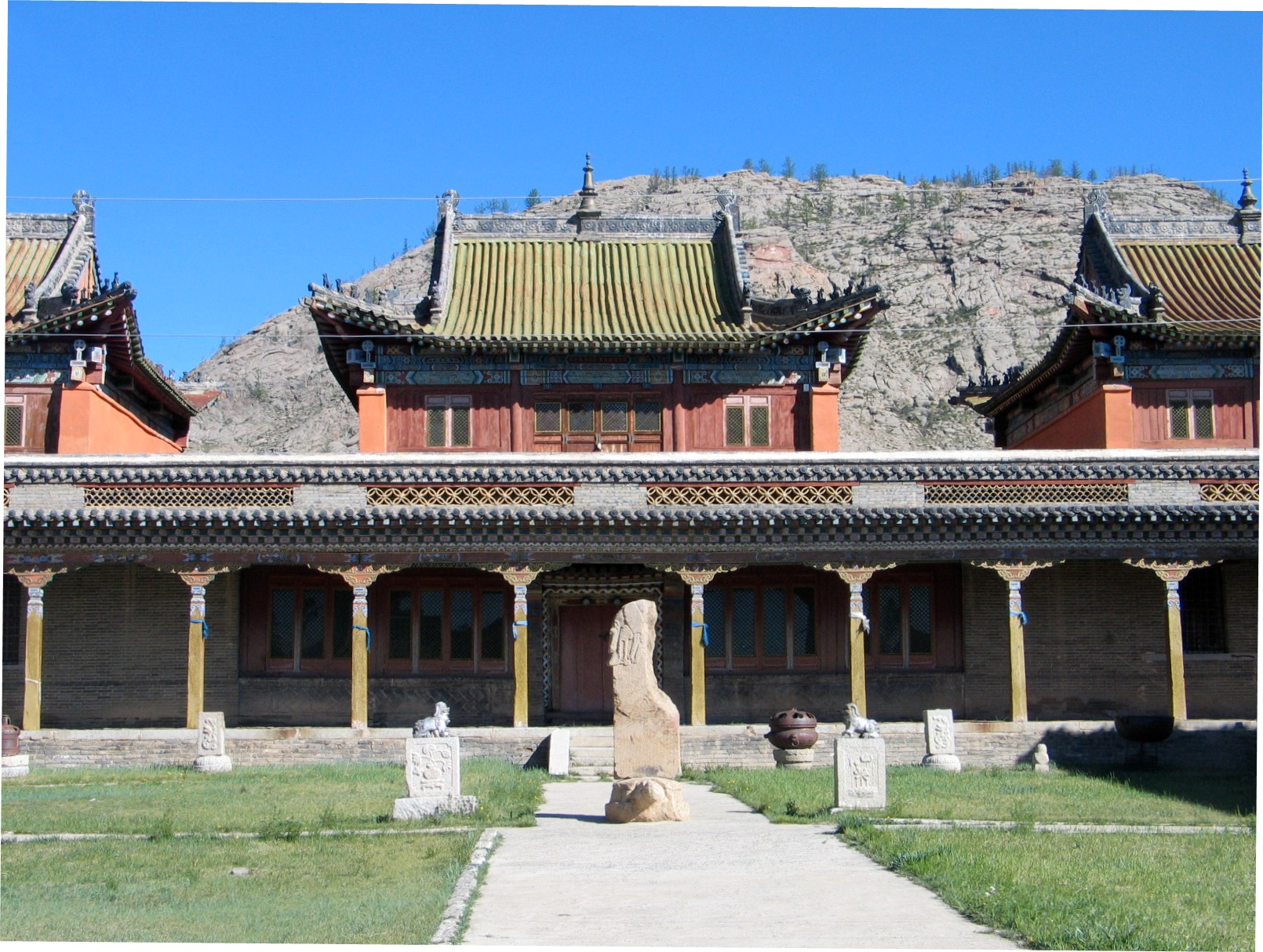
Монастырь в г. Цэцэрлэг

В 1585 году халхасский хан Абатай построил первый в Халхе буддийский монастырь Эрдэни-Дзу. А в 1589 году только что родившийся внук Алтан-хана Тумэтского был объявлен перерождением (хубилганом) умершего годом ранее Сонама Джамцо. В 1604 году его отвезли в Тибет и провозгласили Далай-ламой IV.

## Развитие буддизма
Уже в конце XVI — первой пол. XVII века в среде монгольской знати появляется ряд крупных фигур, носителей духовного звания, сыгравших значительную роль в истории распространения и утверждения буддизма в Монголии. Это Нейджи-тойн (1557—1653), ойратский Зая-пандита Намкай-Джамцо (1593—1662) и Богдо-гэген Дзанабадзар (1635—1723). Последний стал главой буддийской сангхи Монголии и, благодаря исключительному художественному дарованию, вошёл в труды европейских историков как «Микеланджело Азии».
Однако традиции Сакья и Кагью тоже практиковались, несмотря на то, что они не были признаны официально. В некоторых небольших монастырях продолжали практиковать традицию Ньингма, однако её истоки не ясны: происходит она от тибетских традиций собственно школы Ньингма или же от практик, восходящих к «Чистым видениям» Далай-ламы V.
Первоначальный стиль возведения монгольских монастырей возник в конце XVI века при постройке монастыря Эрдэни-Дзу на месте древней столицы, Каракорума. С тибетского языка на монгольский были переведены полные собрания текстов «Ганджур» и «Данджур». В Монголию из Тибета перешла традиция монастырской жизни, причём крупные монастыри были единственными оседлыми поселениями на большей части территории страны, важнейшими центрами образования, ремесла и торговли. Появились монгольские учёные, которые писали комментарии к буддийским текстам иногда на монгольском, но большей частью на тибетском языке.
Линия перерождений тибетского мастера Таранатхи стала известна как линия Богдо-гэгэнов, или Джэбцун-Дамба-хутухт, которые стали традиционными главами буддизма в Монголии. Их резиденция находилась в Урге (ныне Улан-Батор). С течением времени тибетский буддизм несколько приспособился к условиям Монголии. Например, Богдо-гэгэн I Дзанабадзар (1635—1723) создал специальную одежду монгольских монахов для ношения главным образом в свободное от выполнения церемоний время. На основе санскритского шрифта ланцза он разработал для монгольского языка и транслитерации тибетских и санскритских мантр и тантр алфавит соёмбо (использовался наряду с уйгуро-монгольской письменностью).
С конца XVI по конец XVIII века было принято более 20 законодательных актов, преследующих шаманизм и оказывающих законодательную поддержку новой религии. Тем самым состоялось её официальное признание. Однако по-настоящему буддизм в Монголии закрепил свои позиции тогда, когда сумел войти в контакт с культом Вечного Синего Неба и теми народными верованиями монголов, которые большей частью были шаманистическими: культы Матери-земли, ландшафтных божеств (духов-хозяев гор, озёр и других местностей), огня (богини огня, хозяйки домашнего очага), промысловые культы (охотничьи, скотоводческие) и специфический для Монголии культ Чингис-хана как духа-предка и покровителя всего монгольского народа. Все они прошли соответствующую «обработку» буддизмом и после некоторой трансформации и адаптации, сохранив почти неизменным и свой традиционный облик и место в системе мировоззрения народа, частично вошли в состав буддийской культовой практики.
Роль буддизма в истории Монголии неоднозначна. С одной стороны, к началу XX века в стране насчитывалось 747 больших и малых монастырей и храмов и около 100 тыс. монахов, что приблизительно составляло треть мужского населения страны, в каждой семье один из сыновей обычно становился буддийским монахом. Мощная прослойка духовенства владела большим количеством скота. По религиозному долгу на неё работало много крестьян-учеников лам — шабинаров (которых в марксистской литературе неверно называют «крепостными» (подробнее см.). Некоторые исследователи считают, что это было одной из причин застойного характера экономики страны.
С другой стороны, этот застойный характер экономики обеспечивал гармоничное сосуществование населения с природой (так как традиции не нарушали равновесия в экосистемах), благодаря чему природная среда Монголия до первой половины XX века оставалась в гораздо лучшем состоянии, чем у её соседей (в КНР и России). Монастыри были единственными центрами просвещения, накопления и развития научных и философских знаний в стране. При них работали коллегии переводчиков, переводивших с тибетского и китайского языков на монгольский не только каноническую религиозную, но и светскую литературу; скульптура, живопись и значительная часть ремёсел были сосредоточены в монастырях, и собственно художественный канон также преподавался в монастырях. Среди деятелей монгольского просвещения можно назвать имена лам-философов Агван-Хайдава, Агван-Балдана, внёсших существенный вклад в развитие буддийской мысли, одного из создателей монгольской художественной литературы писателя Инджиннаша и др.
В ряде значительных по территории регионов Монголии монастыри были единственными оседлыми городскими центрами, функционируя как города, с административными и судебным функциями, с группирующимися вокруг них ремесленными и торговыми центрами.
Инкорпорация буддизма в традиционную культуру Монголии была столь глубокой, что это рассматривается как один из факторов формирования тибето-монгольской цивилизации

## Состояние буддизма при социализме

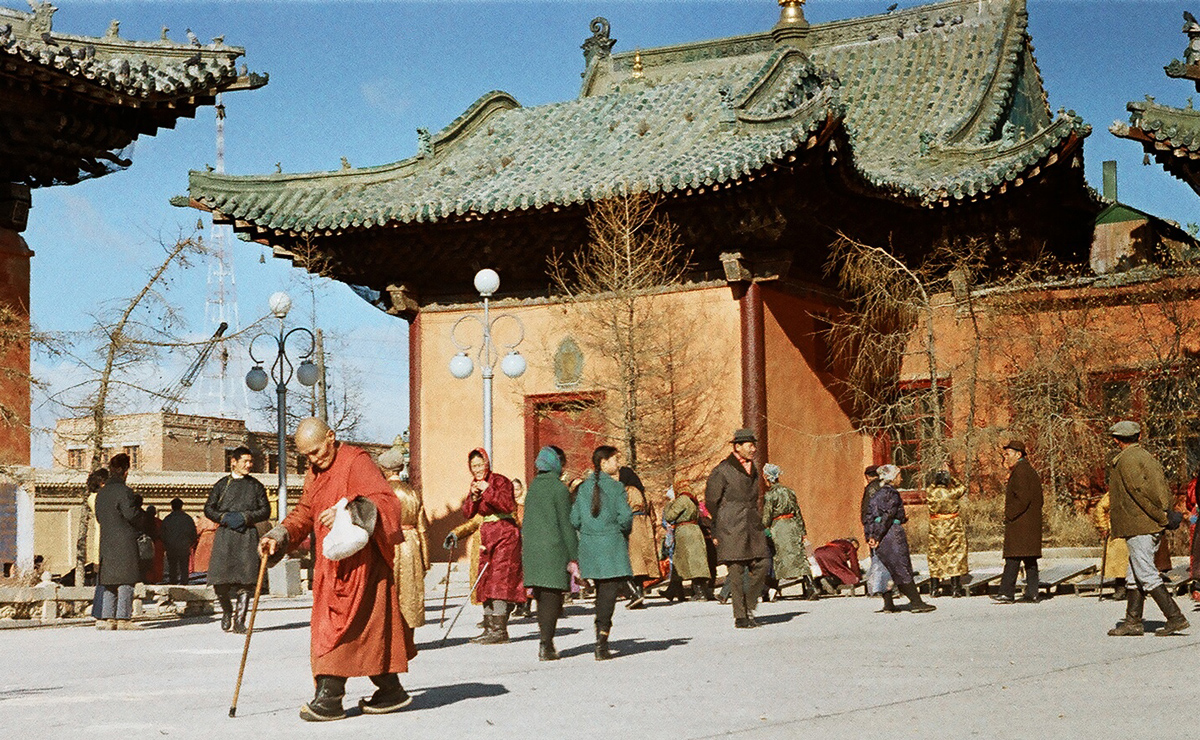
Столичный монастырь Гандан. 1972 год

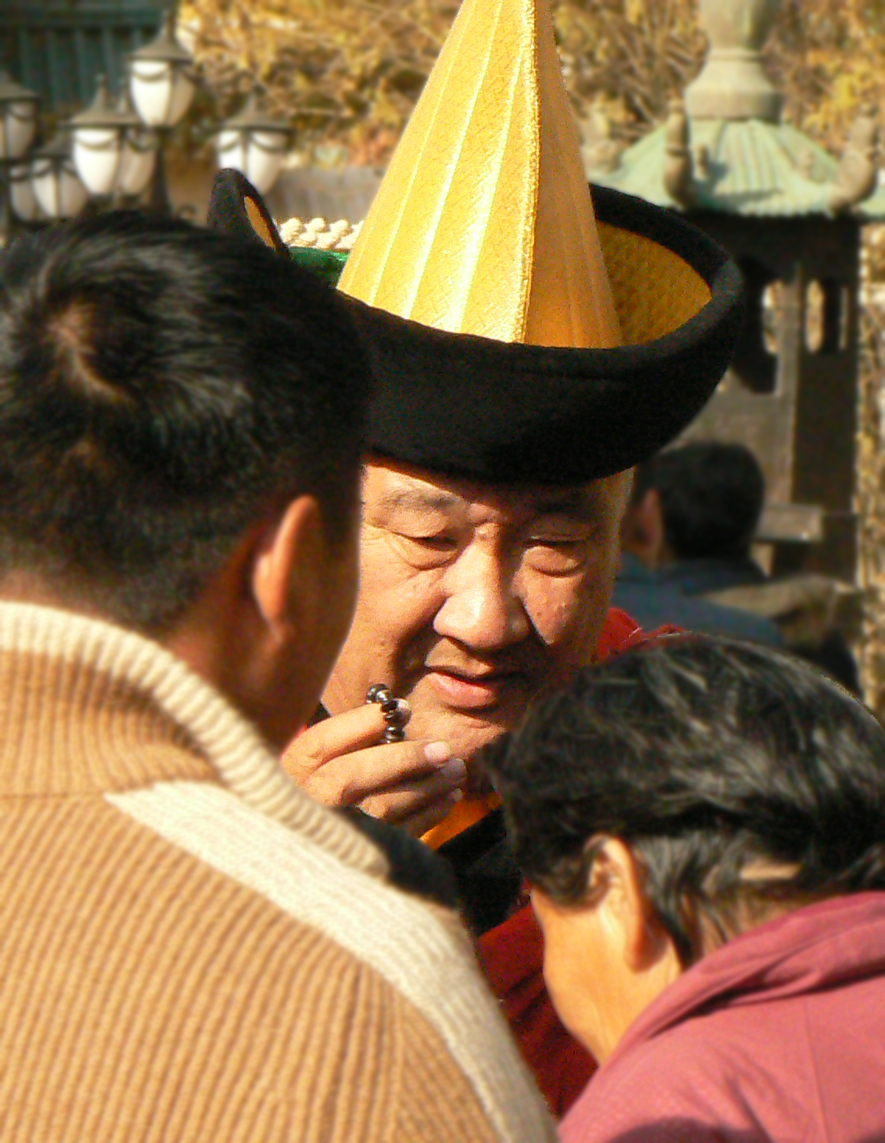
Хамбо-лама монастыря Гандан Дэмбэрэлийн Чойжамц

В 1921 году в Монголии победила Народная революция. К концу 1930-х годов в результате антирелигиозной кампании все монастыри были закрыты, многие из них разрушены, большинство высших лам репрессировано, а остальные были вынуждены перейти к светскому образу жизни.
В 1944 году в Улан-Баторе «для нужд верующих» был заново открыт монастырь Гандантэгченлин. В нём сейчас насчитывается более 100 лам. С 1970 года при нём начал работу Буддийский университет им. Г. Дзанабадзара, готовивший кадры буддийского духовенства для Монголии и СССР. Буддийская община МНР вошла во «Всемирное братство буддистов». В 1969 году была создана Азиатская буддийская конференция за мир. Штаб-квартира организации была в Улан-Баторе. Раз в два года здесь проходят её генеральные конференции, издаётся журнал «Буддисты за мир».
Несмотря на контроль со стороны государственных органов, практика буддизма продолжалась на бытовом уровне. Есть известия о жизни двух хубилганов (тулку): Цэрэндондов-хубилгане, перерождении тибетского йогина Миларепы, и Хуухэн-хутухте О. Тагарве.

## Возрождение буддизма

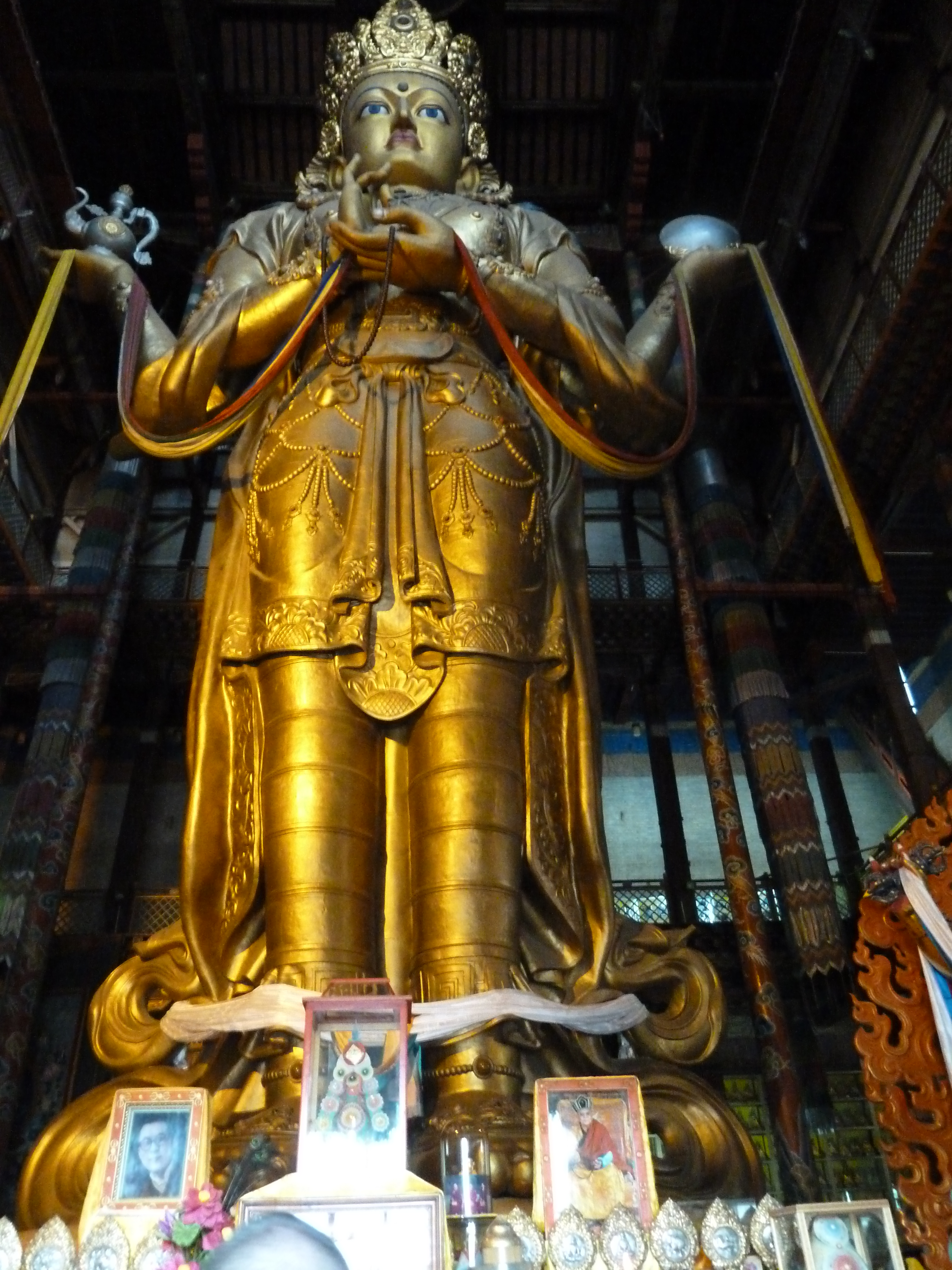
Статуя Авалокитешвары (Мэгжид Жанрайсиг), самая высокая (26,5 м) статуя внутри здания, монастырь Гандантэгченлин, 1996 год

Активное возрождение буддийской сангхи в Монголии началось в 1990 году, когда в стране начались демократические реформы. Положение о ведущей роли буддизма было закреплено в «Законе об отношениях государства и религии» (1993). Был созван съезд буддистов страны, создана неправительственная организация — Ассоциация буддистов Монголии и путём демократических выборов избран её глава — Хамбо-лама (настоятель) монастыря Гандантэгчинлин и верховный руководитель других связанных монастырей. В законодательстве этот статус не закреплён.
Основные направления деятельности буддийской сангхи: восстановление и строительство храмов и монастырей, налаживание системы религиозного образования, перевод и публикация литературы по буддизму. Активизировались отношения с буддийскими общинами Азии, Европы, США, с находящимся в эмиграции Далай-ламой XIV. Большую роль в восстановлении сангхи сыграли зарубежные ламы, прежде всего Бакула Ринпоче, по инициативе которого был построен монастырь Бэтувлин в Улан-Баторе, велась работа по переводу и публикации текстов по буддизму. Большую помощь также оказывали Тибетский фонд, Фонд мира ламы Гангчена и Фонд поддержания Махаянской традиции. Лама Г. Пурэвбат основал при Буддийском университете Монгольский институт буддийских искусств, занимающийся изучением и сохранением буддийского наследия Монголии.
В 2010 году Богдо-гэгэн IX получил монгольское гражданство и поселился в Гандантэгченлине, где 2 ноября 2011 года прошла официальная церемония провозглашения его главой монгольских буддистов и Центра буддистов Монголии. Однако в связи со скоропостижной смертью Богдо-гэгэна два года спустя фактическим руководителем большинства буддийских организаций страны, входящих в Ассоциацию буддистов Монголии, вновь стал хамбо-лама Гандантэгченлина Д. Чойжамц. При этом, в Монголии существует и ряд организаций, оппонирующих влиянию Ассоциации и не признающих её духовный авторитет — таковыми являются, например, монастыри Амарбаясгалант и Дашчойнхорлин, а также улан-баторский женский дацан «Тугсбаясгалант», придерживающиеся запрещённой Далай-ламой XIV практики божества Дордже Шугдена.
К 2011 году в стране насчитывалось около 170 буддийских храмов и монастырей и 5000 лам. Были обнаружены и монгольские перерожденцы (хубилганы), среди которых перерождения Донкор-Манджушри-гэгэна, Ламын-гэгэна, Джалхандза-хутухты, Ханчин Ринпоче, Гачэн Ринпоче, Сариадорж-Номун-хана, Дугар-зайсана. В настоящее время они обучаются в Индии, в Гоман-дацане.

## Буддийские храмы и монастыри
Основная статья: Буддийские храмы и монастыри Монголии
Старейшим из существующих монастырей на территории сегодняшней Монголии является Эрдэни-Дзу, основанный в XVI веке халхаским ханом Абатаем. Монастырь Амарбаясгалант, построенный в XVIII веке в память Богдо-гэгэна Дзанабадзара, был восстановлен по инициативе посла Индии в Монголии Бакула Ринпоче. Крупнейшим монастырём сегодня является Гандантэгченлин в центре Улан-Батора.

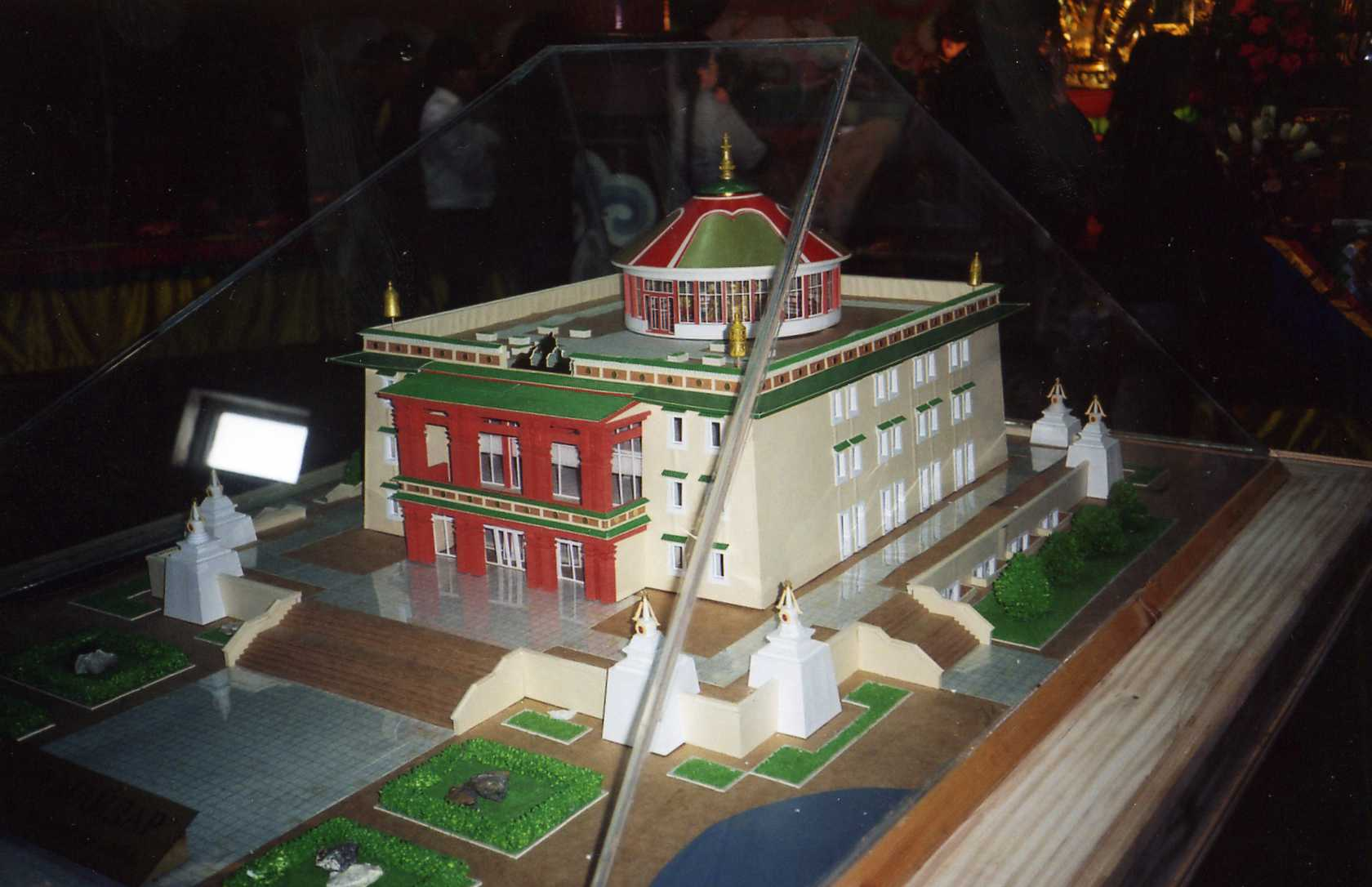
Храм Будды Майтреи (макет). Через окна юртообразного купола просматривается статуя Будды Майтреи.

Ансамбль юртообразных храмов образует монастырь Дашчойлин, позиционирующий себя преемником Восточного хурэ. Храм бодхисаттвы Авалокитешвары «Мэгжид Жанрайсэг» — одна из главных достопримечательностей Улан-Батора. Монастырь Дашчойлин начал осуществление проекта по восстановлению храма Будды Майтреи, демонтированного во времена сталинистского террора в стране. В храме находилась 25-метровая статуя Будды Майтреи. Ещё один крупный столичный храм, храм Чойджин-ламы, функционирует как музей буддийского искусства.

## Буддийские организации Монголии
- Монгольская ассоциация буддистов (Монголын Бурханы шашинтны нийгэмлэг)
- Союз студентов-буддистов (Бурханы шашинт оюутны холбоо)
- Международный союз женщин-буддисток «Сакьядита» (Сакьядита олон улсын байгууллагын Монгол дахь салбар)
- Фонд поддержания Махаянской традиции (Их хөлгөний уламжлалыг хадгалах сан) — международная организация; представлена центрами в Улан-Баторе, Дархане и Эрдэнэте, а также женским монастырём Дулмалин.
- Демократический союз верующих (Шашинтны ардчилсан холбоо)
- Демократическая партия верующих (неполитическая) (Шашинтны ардчилсан нам)